# Unión de Besarabia con Rumania
El 27 de marzojul./ 9 de abril de 1918greg., Besarabia proclamó la unión con el Reino de Rumania, tras la expulsión de las tropas del Ejército Rojo que habían derrocado temporalmente al anterior gobierno, de corte nacionalista moldavo. La unión se realizó tras el acuerdo con el gobierno rumano y con el beneplácito de los Imperios Centrales, entonces preponderantes en la región y la aprobación tácita de la Entente pero en contra de los deseos del gobierno soviético y de los grupos antibolcheviques rusos. 

## Gobernación de Besarabia

Los Principados del Danubio a finales del siglo y principios del. Besarabia era la parte oriental de Moldavia, al este del Prut.

El Tratado de Bucarest de 1812 entre el Imperio otomano y el Imperio ruso conllevó la anexión rusa de la mitad oriental del territorio del Principado de Moldavia, incluyendo Jotín y Budjak (sur de Besarabia). A cambio Rusia evacuaba los principados moldavo y valaco.
Al principio, los rusos dieron al territorio el nombre de "Óblast de Moldavia y Besarabia", y permitieron un amplio grado de autonomía pero en 1828 suspendieron el autogobierno y cambiaron el nombre del territorio al de "Gobernación de Besarabia", o simplemente Besarabia. Mientras que la parte noreste de Moldavia, denominada Bucovina, fue anexada igualmente por el Imperio austríaco, la parte occidental de Moldavia se mantuvo como principado autónomo y, en 1859, se unió a Valaquia para formar poco después el Reino de Rumania. En 1856, por el Tratado de París, dos de los nueve condados de Besarabia, Cahul e Ismail, fueron devueltos a Moldavia pero, en 1878, el Tratado de Berlín los devolvió al Imperio ruso.
Al comienzo de la anexión, la población rumana de Besarabia era predominante. En el sur, sin embargo, abundaban los ucranianos y búlgaros.
La colonización de la región en el siglo XIX atrajo a numerosos rusos, ucranianos, lipovanos y cosacos a la región, lo que, junto con una gran afluencia de búlgaros, hizo que aumentase notablemente la población eslava, hasta alcanzar más de un quinto de la población total en 1920. Con el establecimiento otras comunidades como los gagauzos, judíos o alemanes la proporción de población rumana se redujo de cerca del 90 % al 64 % durante el transcurso del siglo. La política zarista en Besarabia a finales del siglo XIX fue, en parte, dirigida a la desnacionalización del elemento rumano, prohibiendo la educación y la misa en lengua rumana desde la década de 1860. Sin embargo, el resultado fue una tasa de alfabetización muy baja (en 1897 aproximadamente del 18 % para los hombres, alrededor del 4 % para las mujeres) en lugar de una pérdida de la cultura rumana. Algunos historiadores rumanos afirmaron que un fuerte sentimiento de frustración y resentimiento hacia la administración rusa habían comenzado a aparecer antes del inicio de la Primera Guerra Mundial.

## La Guerra Mundial y la Revolución de Febrero
La Primera Guerra Mundial trajo un aumento de las tendencias nacionalistas de los lugareños: alrededor de 300.000 besarabos movilizados en el Ejército Imperial Ruso formaron parte de varios "comités de soldados de Moldavia" en 1917. Tras la Revolución de Febrero de 1917, aparecieron en el territorio dos movimientos antagonistas: el agrario-revolucionario, hostil a Rumania, y el nacionalista moldavo, favorable.
A partir de julio de 1917 los campesinos comenzaron a ocupar tierras, quedando en sus manos dos tercios de los latifundios hacia final de año. Entre el 21 y el 23 de octubre de 1917, un comité militar, representativo de la tendencia nacionalista moldava, se reunió y decidió convocar una junta nacional el Sfatul Ţării, a la vez que anunciaba una resolución a favor de la autonomía histórica y política de Besarabia.

## La Revolución de Octubre y Besarabia

La Gobernación de Besarabia del Imperio ruso. 1914.

Tras la toma del poder en Petrogrado en octubre de 1917 por los bolcheviques, la proclamación del deseo de lograr inmediatamente la paz por Lenin condujo a la desorganización final del millón de soldados rusos que combatían en el frente rumano, que trataron de regresar a sus hogares en medio del pillaje, la anarquía y la violencia del caos desencadenado. Los Aliados, desesperados por sostener el frente oriental, comenzaron a considerar Besarabia como la retaguardia de Rumania y el centro de una posible coalición de movimientos antibolcheviques.
Tras la Revolución de Octubre de 1917 en la que el Gobierno Provisional Ruso fue depuesto por el golpe de Estado bolchevique, el vacío de poder en la provincia dio lugar a una serie de comités, juntas y asambleas de carácter más o menos nacionalista, que trataron de alzarse con el gobierno. De entre ellos, surgió una junta nacional besaraba, el  Sfatul Ţării,  entre octubre y noviembre de 1917. El nuevo Parlamento, dominado por la mayoría rumana del territorio, se hubo de enfrentar a la difícil tarea de acabar con el caos, mantener las reformas logradas desde la Revolución de Febrero y satisfacer las aspiraciones políticas, sociales y económicas de los diversos grupos de la provincia sin contar para ello con fuentes de financiación ni unas fuerzas de seguridad significativas. Con Ucrania sumida en un caos semejante (véase República Popular Ucraniana), un Gobierno soviético inaceptable para el Gobierno besarabio y no atreviéndose a solicitar la ayuda rumana por las suspicacias de las minorías, finalmente la pidió a los representantes de la Entente presentes en Iaşi.
El representante francés aceptó la petición de fondos y asesores para crear unas fuerzas de seguridad, indicando a su enviado que debía abogar por el mantenimiento de la unidad territorial rusa, aunque fuese en forma de una nueva federación. El enviado francés debía lograr acabar con el caos en el territorio para asegurar la retaguardia rumana. Mientras el representante francés llegaba a Chisináu, la junta proclamó la República Democrática de Moldavia el 2 de diciembrejul./ 15 de diciembre de 1917greg. y creó un Gobierno 8 de diciembrejul./ 21 de diciembre de 1917greg. en forma de directorio, que aspiraba a formar parte de la futura República Federativa Democrática de Rusia.
Miembros del nuevo Gobierno regresaron a Iaşi para comunicar a los franceses la dificultad de reclutar una fuerza armada besaraba y a solicitar tropas checas, serbias o ucranianas. Ante la ausencia de estas, los franceses ofrecieron tropas rumanas o transilvanas y los representantes besarabos, previendo problemas entre las minorías y los campesinos con la presencia de soldados rumanos, escogieron a los transilvanos, solicitando al tiempo una declaración francesa de autonomía de Besarabia respecto a Rumania.
Al no hallarse listos los transilvanos, el general Berthelot sugirió que el Gobierno besarabo solicitase tropas rumanas para vigilar temporalmente las comunicaciones férreas y los almacenes militares, asegurando su posterior retirada y su neutralidad en la política interior del territorio. El Gobierno besarabo procedió a seguir el consejo del general francés, enfrentándose a duras críticas internas. El Gobierno rumano, sin embargo, dudó en enviar la división  solicitada: gran número de tropas se habían enviado a la retaguardia a ordenar el regreso de los soldados rusos desmovilizados, el frente se había debilitado y las relaciones con el Gobierno soviético empeoraba, haciendo de la ocupación de Besarabia un riesgo. El 16 de enero de 1918 se alcanzó un acuerdo y el gobierno se decidió a enviar las tropas.
Antes de que estas llegasen, el Rumcherod de Odesa, que hacía tiempo había denunciado al Sfatul Ţării y exigido su destitución, tomó el poder en la capital besaraba, desarmando fácilmente a sus escasas fuerzas el 19 de enero de 1918. El Gobierno rumano se vio obligado el 23 a enviar no una sino cuatro divisiones, pero los soviéticos se retiraron ante su avance, ofreciendo escasa resistencia. A pesar de las declaraciones amistosas del comandante rumano, las minorías y los campesinos no vieron con buenos ojos la ocupación rumana. Las declaraciones oficiales del mando rumano no se correspondían con la realidad: pronto surgieron roces y el comandante rumano comenzó a respaldar a los partidarios de la anexión del territorio a Rumania, tratando a la oposición como filobolcheviques. Los mandos rumanos se mostraron especialmente hostiles a los judíos y disolvieron el congreso campesino del 1 de febrero de 1918, para disgusto del representante francés.
El 24 de enerojul./ 6 de febrero de 1918greg. el Sfatul Ţării proclamó la independencia de Rusia, acción que el general Berthelot calificó de «profundamente lamentable», ya que temía un deterioro aún mayor de las relaciones con el Gobierno bolchevique y los distintos movimientos rusos. Lenin, efectivamente, había roto relaciones con Rumania tras la ocupación de Besarabia y exigido su evacuación, mientras que su enviado Christian Rakovski hostigaba a los destacamentos rumanos en Ucrania. Se sucedieron entonces las negociaciones entre la Entente y Rumania, por un parte, y los representantes soviéticos por otro, alcanzándose un acuerdo el 5 de marzo de 1918. En él Rumania se comprometía a evacuar Besarabia —salvo diez mil tropas, que vigilarían los ferrocarriles— en menos de sesenta días. El Gobierno rumano, sin embargo, no tenía intención de cumplir el pacto, sino que únicamente deseaba ganar tiempo.
Con la firma de la paz preliminar con los Imperios Centrales el 5 de marzo, que estipulaba la retirada de la misión militar francesa, el único apoyo del Gobierno besarabo era Rumanía. Comenzaron las negociaciones para la anexión entre el nuevo Gobierno de Alexandru Marghiloman y el Gobierno besarabo, con el beneplácito de los Imperios.

### El Acta de Unión
El 27 de marzojul./ 9 de abril de 1918greg., el Sfatul Ţării decidió por ochenta y seis votos a favor, tres en contra y treinta y seis abstenciones, la unión con el Reino de Rumania, condicionada a la aplicación de la reforma agraria, el respeto a la autonomía local, y a los derechos humanos.
Las juntas provinciales de Bălţi, Orhei y Soroca habían sido las primeras en solicitar la unión con el reino de Rumania, y esta se aprobó efectivamente la fecha indicada, con las siguientes condiciones:
1. El Sfatul Ţării llevaría a cabo una reforma agraria, que sería aceptada por el Gobierno rumano.
2. Besarabia seguiría siendo autónoma, con su propia dieta, el Sfatul Ţării, elegida democráticamente .
3. El parlamento aprobaría los presupuestos locales, y tendría el control de los consejos de zemstvos y ciudades, y el nombramiento de los miembros de la administración local.
4. El servicio militar obligatorio se llevaría a cabo sobre una base territorial, de manera que los reclutas besarabos servirían en Besarabia.
5. Las leyes locales y la forma de administración podrían cambiar sólo con la aprobación de los representantes locales.
6. Los derechos de las minorías debían ser respetados.
7. Dos representantes de Besarabia formarían parte del Gobierno rumano.
8. Besarabia enviaría al Parlamento rumano un número de representantes igual a la proporción de su población en el total rumano.
9. Todas las elecciones debían realizarse mediante sufragio directo, igualitario, secreto y universal.
10. La libertad de expresión y de creencias debían estar garantizadas en la Constitución.
11. Todos los individuos que habían cometido delitos por razones políticas durante la revolución serían amnistiados.

Los Gobiernos de la Entente, tratando de no perder su influencia en Rumania a manos de los Imperios Centrales, aceptaron tácitamente la unión, pero decidieron no expresar opinión alguna oficialmente ya que mantenían diversos puntos de vista sobre el asunto, . Los Imperios, que había firmado la paz con los representantes ucranianos el 9 de febrero, ocuparon los territorios fronterizos con Besarabia, lo que alejó el peligro soviético y facilitó la anexión rumana del territorio.

## En laGran Rumanía

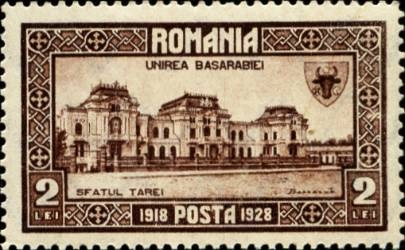
Sello conmemorativo de los diez años de la unión de Besarabia con Rumania.

El 8 de abril de 1918, Marghiloman se desplazó a Chisináu para proclamar la unión. A pesar de los intentos de apaciguamiento de los recelos besarabios, la proclamación no suscitó mucho entusiasmo, estando el propio alcalde de la ciudad en contra de la unión.
Hacia el final de la Guerra Mundial, el Parlamento se volvió a reunir para revisar las condiciones para la unión con Rumania. La primera condición para la reforma agraria fue debatida y aprobada en noviembre de 1918 y entonces el Sfatul Ţării votó una moción que eliminó todas las demás condiciones, confiando en que Rumanía sería un país democrático tras la guerra. Esta votación se ha considerado ilegítima, ya que no hubo cuórum: sólo 44 de los 125 parlamentarios participaron  (todos votaron a favor). El Gobierno rumano rechazó la mayoría de las condiciones impuestas, lo que más tarde causaría gran descontento en la nueva provincia.
El historiador Bernard Newman, quien viajó en bicicleta en el conjunto de la Gran Rumania, alegó, por el contrario, que no había duda de que el voto representó el deseo mayoritario de Besarabia y que los acontecimientos que condujeron a la unificación indicaron que se trató de una anexión forzada, sino de un acto voluntario por parte de su población.
En el otoño de 1919, se celebraron elecciones generales en Besarabia para elegir a los noventa diputados y treinta y cinco senadores que ingresarían en el Parlamento rumano. Los elegidos ratificaron el 20 de diciembre de 1919, junto con sus colegas de las demás provincias rumanas, los actos de unificación que habían aprobado el Sfatul Ţării y los Congresos Nacionales de Transilvania y Bucovina. 

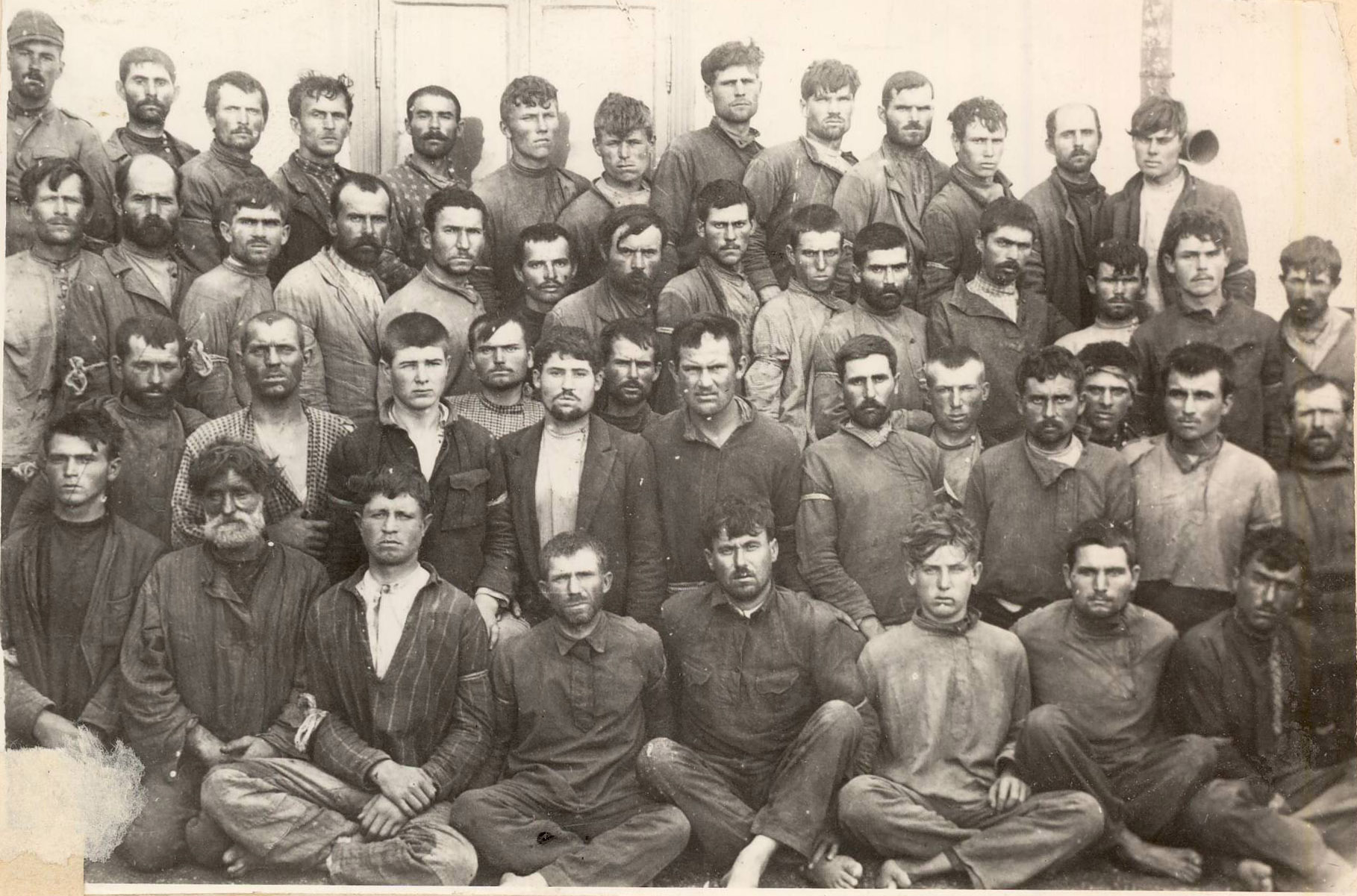
Grupo de insurrectos del levantamiento de Tatarbunar, en 1924.

### Besarabia y la Conferencia de Paz de París
Durante las conversaciones de paz entre las grandes potencias y Rumanía, el 1 de febrero de 1919, David Lloyd George, primer ministro británico, se reunió con Ion I. C. Brătianu, primer ministro y cabeza de la delegación rumana, tras haberse retirado esta de la conferencia. El primer ministro británico propuso que las demandas de Rumanía fuesen analizadas por una comisión territorial que examinase sus alegatos históricos, etnográficos, geográficos y estratégicos, pero no los políticos. La Comisión Territorial de Asuntos Rumanos la formaron representantes de las cuatro grandes potencias presentes, que decidieron los territorios que debían asignarse a Rumania. La comisión estuvo formada por Clive Day y Charles Seymour (EE. UU.), sir Eyre Crowe y Alan Leeper (Gran Bretaña), André Tardieu y Guy Laroche (Francia) y Giacomo De Martino y el conde Luigi Vannutelli-Rey (Italia). Durante los debates el único tema en que los representantes de todas las potencias estuvieron desde el principio de acuerdo fue en la asignación de Besarabia a Rumania. Sin embargo, los Estados Unidos acabaron por negarse a firmar el Tratado final, alegando que Rusia no estaba representada en la Conferencia. La nueva Rusia comunista no reconoció la anexión rumana de Besarabia, situación que sí fue aceptada tácitamente por otros países, como los propios Estados Unidos. 
La unión fue reconocida por el Reino Unido, Francia e Italia en el posterior Tratado de París que, sin embargo, no entró en vigor, ya que Japón —uno de los firmantes— nunca llegó a ratificarlo; el nuevo Gobierno soviético no participó en el proceso y firma del tratado.

### Primeros años de la unión
La reforma agraria, que estableció el Sfatul Ţării en 1918-1919, revirtiendo en parte las ocupaciones campesinas, se tradujo en un aumento de la clase media campesina. Los labradores representaban el 80 % de la población del territorio. La sucesiva aprobación de modificaciones a la reforma original por el parlamento de Bucarest y la paulatina extensión de la administración central con la consiguiente desaparición de la autonomía pactada hicieron que la provincia permaneciese en un estado de insatisfacción que se prolongó durante todo el periodo de entreguerras. La provincia se convirtió además en el destino de exilio interior para lo peor de la administración rumana, siendo la provincia con el funcionariado más corrupto. Tras la prohibición del Partido Comunista en el verano de 1924 la situación empeoró, encontrándose la provincia muy deprimida económicamente y bajo ley marcial desde 1919. Se sucedieron los incidentes fronterizos con la Unión Soviética, las confabulaciones de estos y la dura represión del Estado de los alzamientos campesinos, siendo el de Tatarbunar el más conocido.
La disputa por Besarabia envenenó las relaciones entre la Unión Soviética y Rumanía, que no lograron normalizar sus relaciones por su causa durante el periodo de entreguerras.